# Voicy
Voicy（ボイシー）は、日本の音声配信サービス。また、その運営会社。

## 概要
2016年9月23日にサービスを開始した。
審査を通過したパーソナリティを中心に、2021年6月時点で800以上のチャンネルが開設されている。
2021年2月時点でサービス全体の月間聴取時間が100万時間、2021年3月時点で月間利用者数が250万ユーザーを超えた。2022年段階で会員登録者数約150万人、チャンネル数は1,600を超えている。

### サービス
審査を通過したパーソナリティによる配信や、新聞、雑誌などの記事の音声配信を聞くことができる。
「プレミアムリスナー」という月額課金プランがあり、料金を支払うことで「プレミアム放送」と呼ばれる会員限定の配信を聴くことができる。プランの提供は2020年9月に開始し、その後4ヶ月で会費収入が1,000万円を超えた。2022年7月時点で、企業スポンサーやプレミアムリスナー機能などを通じて1ヶ月の収益が900万円を超えるパーソナリティも生まれ、流通総額は前年比約4倍となっている。

### イベント
- Voicyファンラボ: 運営会社と利用者による集い。当サービスに関わるイベントの開催やPR活動に協力する。
- Voicyファンフェスタ: 人気パーソナリティと繋がれる年一回開催のイベント。
- Voicyフェス：2021年より開催。著名人の対談形式で５日間に亘って行われる[7]。

## 沿革
- 2016年9月23日　Voicyサービス開始[8]
- 2017年3月15日　ロゴ変更[9]
- 2017年10月5日　Google HomeにてVoicy配信開始[10]
- 2018年２月19日　運営会社である株式会社Voicyが起業家16名2800万円の資金調達を発表[11]
- 2018年10月20日　第一回Voicyファンフェスタを開催[12]
- 2019年1月19日　日本経済新聞社と業務提携を発表[13]
- 2019年2月18日　運営会社である株式会社Voicyがグローバル・ブレイン、D4V、TBS、電通などから約7億円の資金調達を発表[14]
- 2019年3月26日　運営会社である株式会社VoicyがABCドリームベンチャーズ株式会社、文化放送、複数の個人投資家を引受先とする約1.2億円の第三者割当増資を実施。調達総額8.2億円となったことを発表[15]
- 2020年7月1月　運営会社である株式会社Voicyにキングコング 西野亮廣が株主として参画[16]
- 2020年9月1日　プレミアムリスナーのサービス開始[17]
- 2021年10月27日　5日間にわたって“世界を変える声の祭典”「VoicyFes’21」を開催[7]
- 2022年7月13日　運営会社である株式会社Voicyが第三者割当増資による総額27.3億円の資金調達を発表。累計調達額は36億円となった[4]。

## 主要なパーソナリティ

### 個人
- 赤坂泰彦
- 勝間和代
- 笠松将
- 北野唯我
- 佐渡島庸平
- 佐山展生
- 関口メンディー
- ちきりん
- 中田敦彦
- 西野亮廣
- 広瀬香美
- 福田萌
- 茂木健一郎
- 鴨頭嘉人
- イケダハヤト
- くわばたりえ
- 本田健
- ひうらさとる
- 青木真也
- 霜田明寛
- はあちゅう
- 加藤ひろゆき
- 中村繪里子 など

### 企業
- 日本経済新聞社
- 毎日新聞社
- 神戸新聞社
- 沖縄タイムス社
- 中国新聞社
- 徳島新聞
- グロービス経営大学院
- ニューヨーク・タイムズ
- ダイヤモンド社
- テレビ東京
- スポーツニッポン新聞社
- 日刊現代
- 東京スポーツ新聞社
- 関電不動産開発
- 外務省　など